# Cryptostephanus
Cryptostephanus, rod afričkih lukovičastih trajnica iz porodice zvanikovki, dio tribusa Haemantheae. Postoje tri su priznate vrste, dvije su po životnom obliku geofiti i jedna hemikriptofit.
Rod i tipična vrsta Cryptostephanus densiflorus  su opisani 1878.

## Vrste
1. Cryptostephanus densiflorus Welw. ex Baker
2. Cryptostephanus haemanthoides Pax
3. Cryptostephanus vansonii I.Verd.